# Lluís Sagi i Vela
Lluís Sagi i Vela   (Madrid, 17 de febrer de 1914 - Madrid, 16 de febrer de 2013) va ser un barítonde sarsuela.

## Biografia
Va ser fill del famós baríton català Emili Sagi i Barba i de la soprano valenciana Lluïsa Vela, i germà de pare del futbolista Emili Sagi Liñán, que era fill de la ballarina Concepció Liñán i Pelegrí. Els seus nebots van ser Gonzalo Sagi-Vela, José Luis Sagi-Vela i Alfonso Sagi-Vela, jugadors de bàsquet. Un altre nebot, Emilio Sagi, fill d'Enric Sagi Liñán, va ser director d'escena i va dirigir el Teatro de la Zarzuela de Madrid.
Considerat un dels millors cantants de sarsuela i òpera del segle xx; si bé els seus pares volgueren que estudiés enginyeria, després de començar la carrera d'enginyer elèctric, l'abandonà decidint dedicar-se a la música.
Va rebre dels seus pares una sòlida preparació musical estudiant a més de les nocions de cant dels seus pares, les matèries d'harmonia, composició, solfeig i piano. Debutà el 1932, en el moment en què el seu pare abandonà per primera vegada els escenaris. En aquella ocasió cantà La rosa del azafrán, del mestre Guerrero, amb un gran èxit. L'èxit també l'acompanyà en les seves gires de concert a Porto, Lisboa, Milà, Roma, Buenos Aires, L'Havana, Nova York i Montevideo, entre d'altres.
Posseïdor d'una veu potent educada en l'excel·lent escola paterna, Lluís Sagi i Vela no es deixà absorbir únicament per la lírica i els concerts sinó que dedicà una bona part del seu temps a la composició. Va compondre Fun on the Chessboard, una petita suite per a piano, la cançó Cielo azul i Ave Maria.